# Nikolai Wladimirowitsch Kurjanowitsch

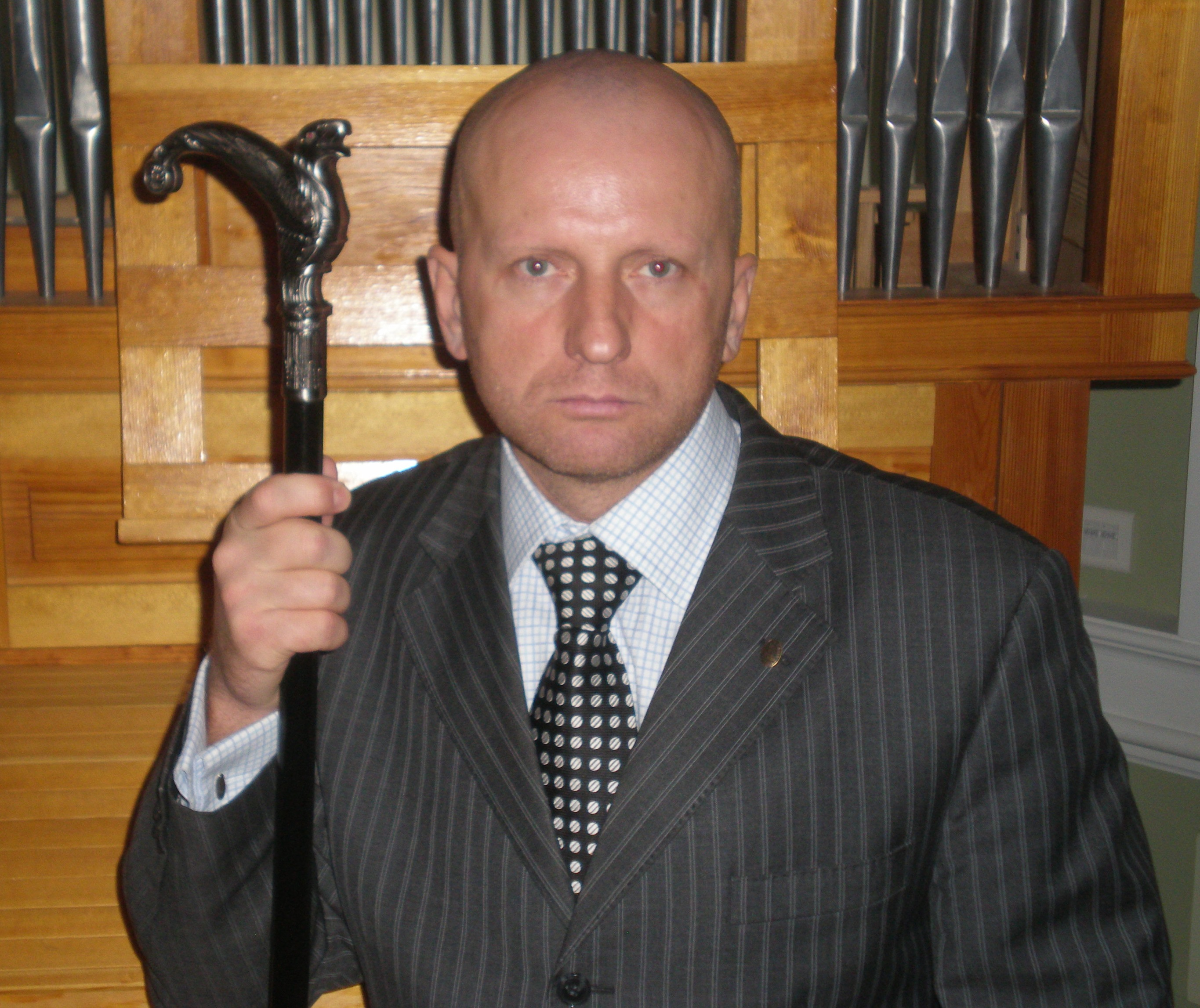
Nikolai Wladimirowitsch Kurjanowitsch

Nikolai Wladimirowitsch Kurjanowitsch (russisch Николай Владимирович Курьянович; * 19. Juni 1966 in Tulun, Oblast Irkutsk, RSFSR, UdSSR) ist ein russischer Politiker, Nationalist und ehemaliger Abgeordneter der russischen Duma (2003–2007).

## Leben
1987 absolvierte Kurjanowitsch mit Auszeichnung die Höhere Militärkommandoschule in Nowosibirsk. 1998 schloss er die juristische Fakultät der Staatlichen Universität Irkutsk ab. 2007 folgte ein weiterer Abschluss von der diplomatischen Akademie des russischen Außenministeriums.
Seit 1994 ist Kurjanowitsch in der Politik aktiv. Als Mitglied der Liberal Demokratischen Partei Russlands (LDPR) war er zwischen 1996 und 2003 Leiter der Stadtverwaltung von Sajansk. 2003 zog er als Abgeordneter in die Staatsduma.
2006 wurde Kurjanowitsch wegen seiner Beteiligung am Russischen Marsch aus der LDPR ausgeschlossen. Von 2008 bis 2013 leitete er den Irkutsker Standort der Russischen Staatlichen Universität für Handel und Wirtschaft. 
Seit 2013 betätigt sich Kurjanowitsch als Rechtsanwalt und zugleich als Dozent am Lehrstuhl für Weltwirtschaft, internationale Beziehungen und gesamteuropäische Integration an der "Europäischen Universität JUSTO" in Moskau.